# Günther C. Kirchberger
Günther C. Kirchberger (* 22. August 1928 in Kornwestheim; † 5. April 2010 in Göppingen) war ein deutscher Maler und Künstler.

## Biografie
Kirchberger studierte bis 1949 Graphikdesign an der Höheren Fachschule für das grafische Gewerbe in Stuttgart. Ab 1950 begann er ein Studium an der Stuttgarter Kunstakademie, seine Lehrer waren die Professoren Manfred Henninger, Karl Hils, Gerhard Gollwitzer und Karl Hans Walter. 1956 war er Gründungsmitglied der Gruppe 11, zusammen mit Georg Karl Pfahler, Friedrich Sieber und Atila Biró. Die Gruppe orientierte sich an Action Painting und Informel, besonders an Willi Baumeister. Sie hatte in dieser Zeit Kontakt zur Stuttgarter Gruppe/Schule und Max Bense.
Nach der Auflösung der Gruppe 11 im Jahre 1959 nach gemeinsamen Ausstellungen in London, Brüssel, Rom, München, Heidelberg und Stuttgart, gingen Kirchbergers Werke vom Informel zu festgefügten Farbformen über. Ab 1962 fand in seinem Stil ein Übergang zu Text und Bild mit Reinhard Döhl von der Stuttgarter Schule statt. 1964 erhielt Kirchberger einen Ruf an die Werkkunstschule Krefeld (heute: Fachhochschule Niederrhein) als Dozent für „angewandte Malerei“. Einer seiner Schüler ist Fotograf Peter Lindbergh.
Um 1965 kommen seine Bilder immer mehr der Stilrichtung Hard Edge nahe, 1973 wurde er zum Professor ernannt. Sein Stil veränderte sich weiter, 1975/76 arbeitete er mit weicheren Übergänge, in dieser Zeit entstanden auch die Werke aus der Serie der „Doppelformbilder“. In dieser Zeit beginnt seine Zusammenarbeit mit dem Siebdrucker und Galeristen Roland Geiger, aus der bis 1995 mehr als 70 Grafikeditionen hervorgehen. Ab 1979 führte er Studienreisen nach Ägypten durch, in deren Folge handschriftliche Elemente in sein Werk zurückkehren.
Kirchberger lebte seit der Emeritierung 1996 bis zu seinem Tod gemeinsam mit seiner Ehefrau Marianne (geb. Treiber, 1925 – 2016) in Bad Boll, er starb im Krankenhaus in Göppingen. Er war Mitglied im Deutschen Künstlerbund.
Der kinderlos gebliebene Künstler hat seinen gesamten künstlerischen Nachlass der Schloss-Filseck-Stiftung der Kreissparkasse Göppingen vermacht. Nach dem Tod seiner Witwe 2016 wurde 2017 auf Schloss Filseck das Archiv G.C. Kirchberger eingerichtet, dessen Aufgabe es ist, den Nachlass wissenschaftlich aufzuarbeiten und das sechs Jahrzehnte umfassendes Werk des Künstlers in regelmäßigen Ausstellungen der Öffentlichkeit vorzustellen. Die Aufarbeitung wird von dem Kunsthistoriker und langjährigen Vertrauten Kirchbergers, Stephan Geiger, betreut. 2018 erschien anlässlich der Ausstellung Günther C. Kirchberger – Eine Schlüsselfigur der Stuttgarter Avantgarde das Heft 1 der Schriftenreihe des Archivs.

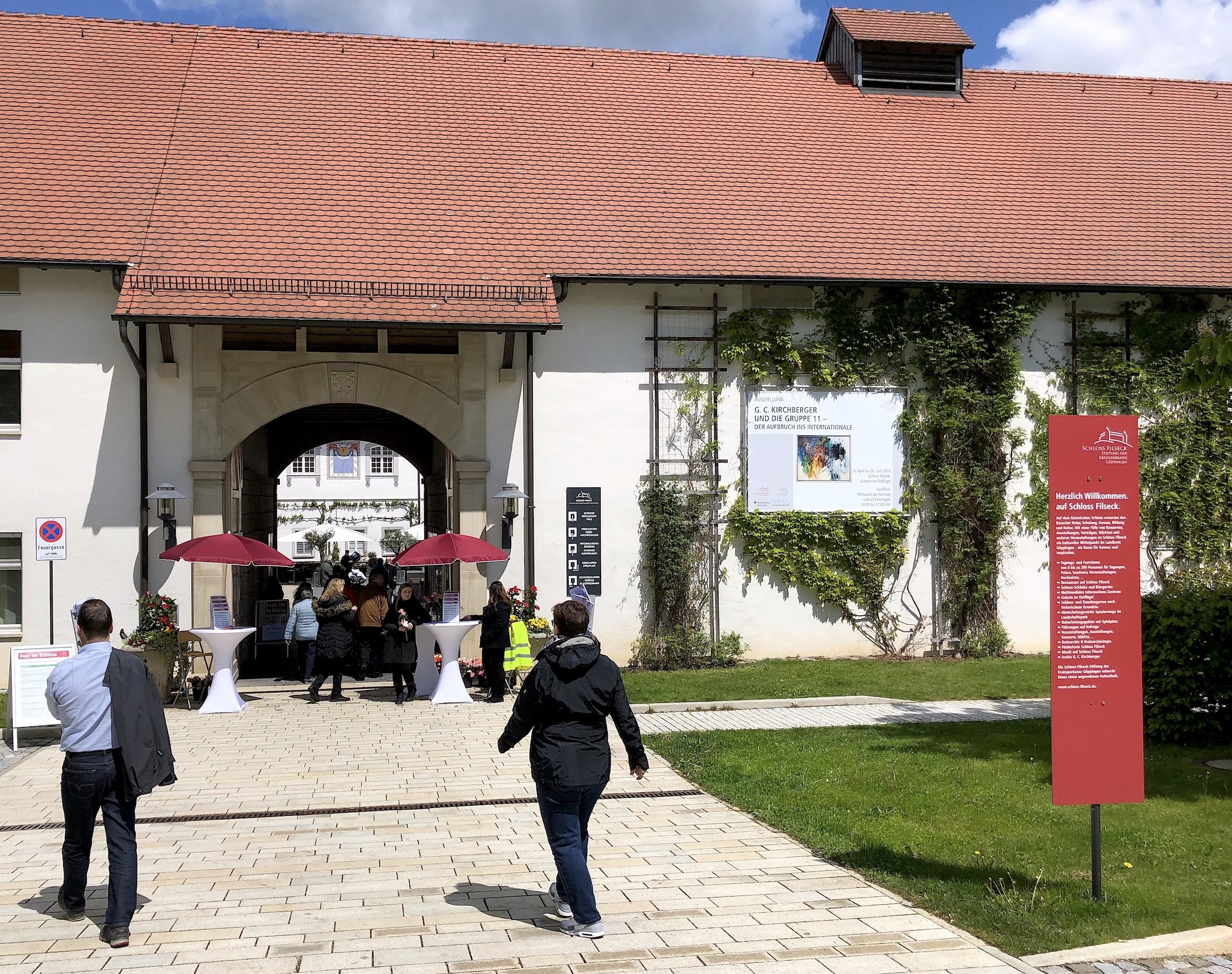
Schloss Filseck, seit 2017 Sitz des Archivs G.C. Kirchberger

## Einzelausstellungen (Auswahl)
- 1959	zimmergalerie franck, Frankfurt a. M.
- 1961	Galerie Müller, Stuttgart
- 1963	Drian Galleries, London
- 1965	Galerie Rothe, Heidelberg
- 1976	Galerie Geiger, Kornwestheim
- 1977	Galleria Contini, Rom
- 1981	Galerie der Stadt Sindelfingen
- 1984	Galerie der Stadt Stuttgart
- 1993	Galerie der Stadt Kornwestheim
- 1997  Städtische Galerie Tuttlingen
- 1998	Galerie Geiger, Kornwestheim
- 1999	Städtische Galerie Die Fähre, Saulgau
- 2003	Galerie Geiger, Konstanz
- 2008	Städtisches Kunstmuseum Singen
- 2013  Museum im Kleihues-Bau, Kornwestheim
- 2014  Galerie Geiger, Konstanz
- 2018  Galerie im Ostflügel, Schloss Filseck
- 2021  Stadtmuseum Siegburg